# Неприкаянные сердца
«Неприкаянные сердца» (англ. Desert Hearts) — мелодрама режиссёра Донны Дич по роману Джейн Рул «Пустыня сердца».

## Сюжет
Вивиан Белл приезжает в Рено к миссис Френсис Паркер, на ранчо которой она вынуждена будет провести целых шесть недель в ожидании заседания суда по делу о своем разводе. Пока Вивиан вместе с Френсис едет к месту своего временного пристанища, она знакомится с Кей — дочерью миссис Паркер. В дальнейшем их знакомство продолжается. Вивиан, в силу скромности и сдержанности, не обращает внимания на предупреждения Френсис о нежелательности дружбы с её дочерью и на очевидную увлеченность Кей девушками. Кей влюбляется в Вивиан, они много общаются и, в конце концов, Вивиан оказывается один на один с неприкрытыми чувствами другой женщины. Кей не в силах сдержать себя, а Вивиан не в силах ей противиться. Френсис без колебаний выгоняет Белл с ранчо, только заподозрив её любви к  отношение с Кей. Влюбленная Кей следует за Вивиан.